# فرودگاه لوبلین
File:Lublin Airport 2013-01-09 10.JPG
فرودگاه لوبلین (به انگلیسی: Lublin Airport) (به زبان بومی: Port Lotniczy Lublin) یک فرودگاه همگانی مسافربری با کد یاتا QLU است که یک باند فرود چمن دارد و طول باند آن ۱۲۰۰ متر است. این فرودگاه در شهر لوبلین کشور لهستان قرار دارد و در ارتفاع ۲۰۳ متری از سطح دریا واقع شده است.